# 고양이 당뇨병

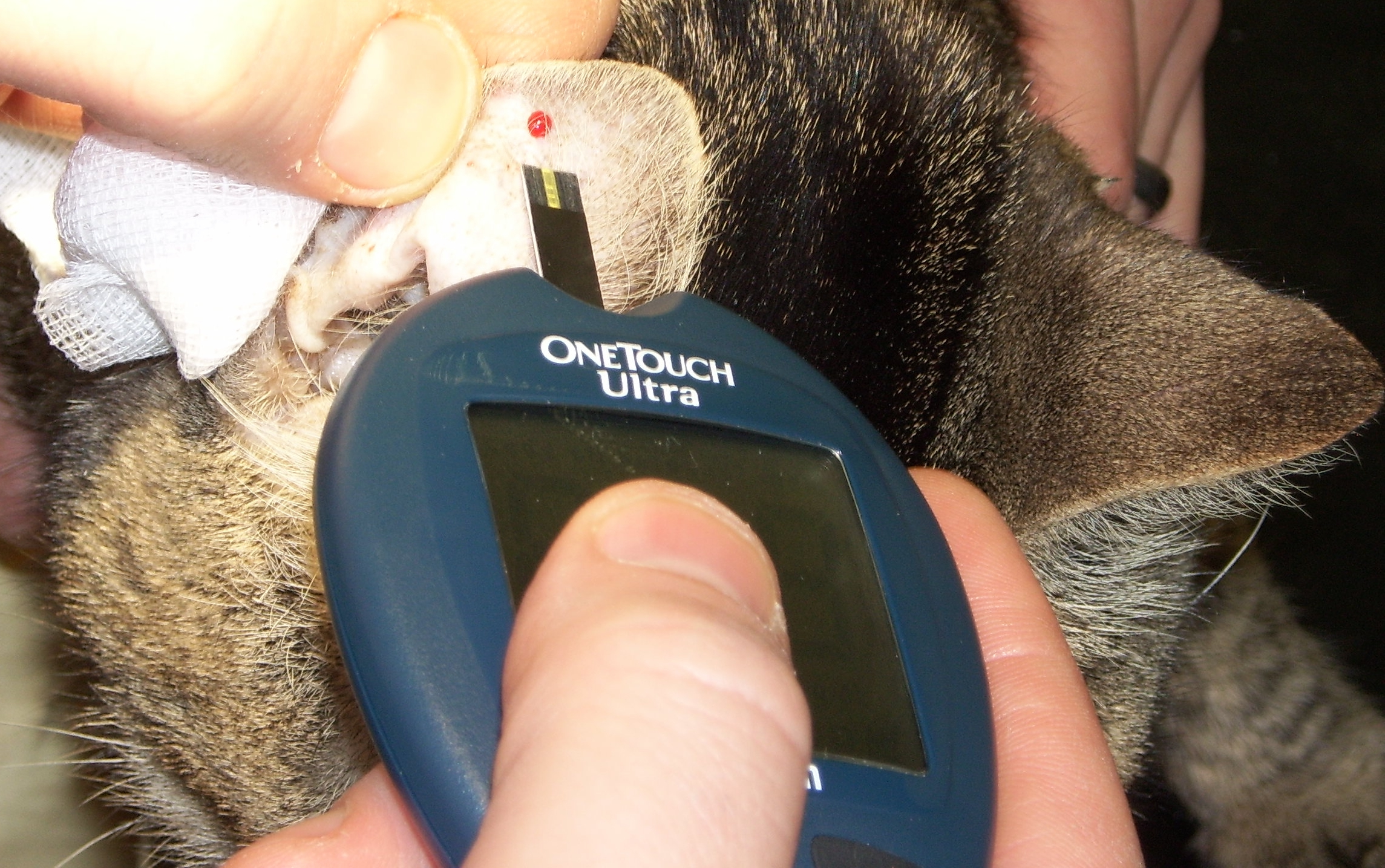
고양이의 귀에서 혈액 샘플을 채취하여 혈당계의 혈당 농도를 측정한다.

고양이 당뇨병(Diabetes in cats, Diabetes mellitus)은 인슐린이 반응하게 된 상태가 부족해지거나 인슐린에 대한 저항성에 의해 지속적으로 높아질 수 있는 혈당 농도의 여파에 따라 이어지는 고양이의 만성 질환이기도 하다. 그러나 고양이 당뇨병은 고양이의 총 마리수인 230마리 중 1마리까지 영향을 미치며, 점차 더 흔해지게 된다. 그래서 고양이의 당뇨병은 일반적으로 개(강아지도 포함한다)에 비하면 비교적 덜 흔한 편이기도 하다. 다만 당뇨병에 걸린 고양이 전체 20마리 중 17마리가 제2종 당뇨병과 유사한 형태를 경험하게 되어 있지만, 일반적으로 증상이 진단될 때 인슐린의 의존도가 매우 높다. 그 상태에서는 치료가 가능해지게 되며, 적절히 치료를 받아야 고양이의 수명이 정상적으로 이루어지게 된다. 제2종 고양이에서의 신속하고 효과적인 치료 방식을 제공 및 투여하게 될 경우 추가적인 인슐린 주사 처방을 별도로 받을 필요가 없는 당뇨병 환원을 초래하게 된다. 만약 치료를 받지 못하게 되면 고양이의 다리가 점차 약화되며, 최종적으로는 영양실조, 당뇨병케톤산증, 탈수 증세로 이어진 뒤 사망에 이르게 된다.

## 역학
고양이의 당뇨병은 방년 5세 이하를 가진 고양이에게는 매우 드물다. 다만, 전형적인 영향을 미치는 고양이는 비만이 대표적이다. 유럽과 오스트레일리아의 버마고양이는 당뇨병에 감염될 위험성이 매우 높아졌고, 미국의 버마고양이는 세계의 다른 지역에서의 버마고양이와 달리 유전적인 차이점에 따라 상기의 이런 형태의 위험성을 증가시키지 않는 연구 결과가 있다.

## 같이 보기
- 당뇨병
- 개 당뇨병
- 고양이 복막염
- 고양이 범백혈구 감소증